# Torrent de l'Hort del Pi

El Torrent de l'Hort del Pi, respecte del terme de Granera

El torrent de l'Hort del Pi és un curt torrent del terme municipal de Granera, a la comarca del Moianès.
Aquest curt torrent està situat a la zona central del terme; es forma a l'extrem nord-est de l'Hort del Pi, des d'on davalla cap al nord-oest per anar a abocar-se en el torrent de la Riera en 200 metres de recorregut.